# Десенка (Чорторий)
Десенка, інша назва Чорторий — протока річки Дніпро, що омиває Труханів острів зі сходу. Починається від гирла Десни в Київській області та впадає у Венеційську протоку в Києві. Береги Десенки є популярною зоною відпочинку.
Довжина — 13 км. Площа сточища — 68 км². Ширина долини — 1 км. Найширше русла — 100 м.
У заплаві багато озер загальною площею 1,5 км². Є болота. Середня глибина 9-11 м, найбільша 16 м.

## Історія
Згадки про Чорторий відомі ще у давньоруських літописах. Найімовірніше, на той час під цією назвою розуміли весь заострівний рукав Десни. Він не мав мілин, як річище Дніпра, тому був кращим для судноплавства.
У 1777—1780 рр. був проритий канал Пробитець, що розділив острови Муромець та Труханів. Його задачею було зменшити течію Дніпра, перекинувши його води до Десенки, бо течія Дніпра кожного року загрожувала київському Подолу підтопленням. Це збільшило водність та судноплавну роль Десенки, адже основне русло Дніпра стало непридатним для проходу великих кораблів.
Після будівництва каналу Пробитець і до його закриття загатою наприкінці XIX століття назви «Чорторий» та «Десенка» перестали бути синонімами. Десенкою називали верхню течію від Десни до Пробитця, сам же Пробитець та рукав Десни нижче за течією від його впадіння став називатись Чорториєм.
Проте в XIX сторіччі через розвиток судноплавства з появою пароплавів виникла протилежна задача — відновити повноводність Дніпра. Для цього 1851 року Пробитець перекрили загатою. Ця загата довжиною 448 м ще не була глухою, а мала водозлив завширшки 42,7 м. Загата була знищена водопіллям у 1877 році. Нову дамбу збудували у 1882—1884 рр. Вона знову з'єднала острови Муромець та Труханів в один острів.
Після будівництва загати між Трухановим островом та Муромцем назви «Чорторий» та «Десенка» знову стали синонімічними.
1884 року також було споруджено загату на витоку Десни до Десенки, яка спочатку мала великий отвір (42 метри), тому вона лише трохи обмежувала водність річки. Але у 1913—1914 рр. загату засипали ґрунтом, залишивши сполучення між водами Десни та Десенки лише через дві невеликі труби. Ця дамба існує до нашого часу (зараз вона заасфальтована та нею проходить автодорога).
Проведені гідророботи перекинули не тільки дніпровську, а навіть деснянську течію з Десенки до Дніпра. Унаслідок водність та швидкість Десенки значно зменшилася, перетворивши її практично на затоку.
Після спорудження Київського та Канівського водосховищ у 1960 — 1970-х роках водний режим Десенки стабільний. Лише в деякі роки навесні паводок все ж затоплює дамбу з автодорогою у гирлі Десни.

## Зони відпочинку
Береги Десенки є популярними зонами відпочинку Києва.
Омиває зі сходу великі острівні парки:
- Парк «Муромець» та острів Муромець
- Труханів острів

З заходу:
- Долобецький острів

Зони відпочинку на лівому березі Києва:
- Парк Троєщина
- Пляж «Десенка»
- Парк Борців за свободу і незалежність України

## Мости Десенки
Десенку перетинають наступні мости:
- Дамба на місці впадання Десни у Десенку
- Північний міст
- Рибальський залізничний міст
- Подільський мостовий перехід
- Русанівський метроміст

## Галерея

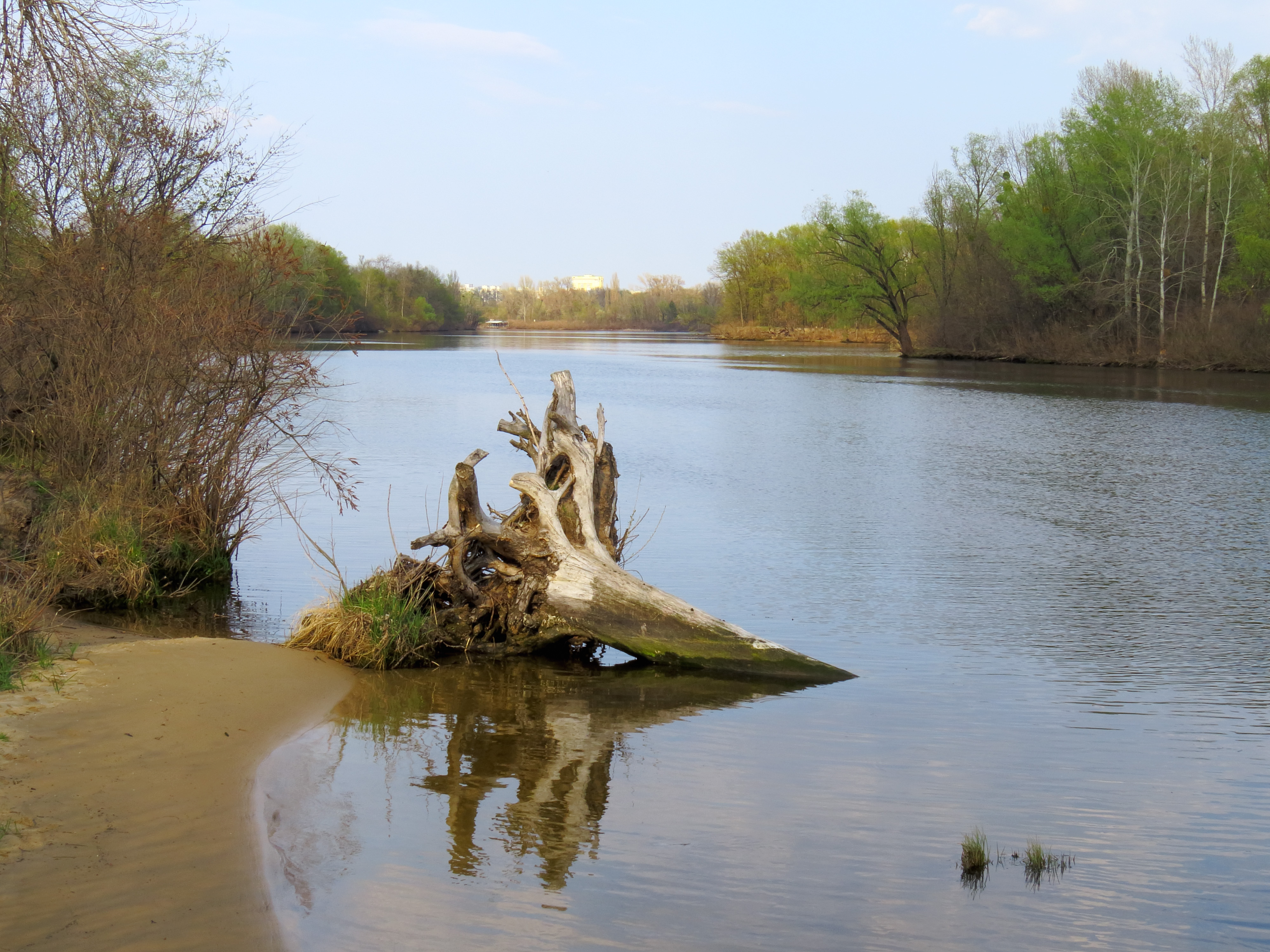
Десенка біля острова Муромець
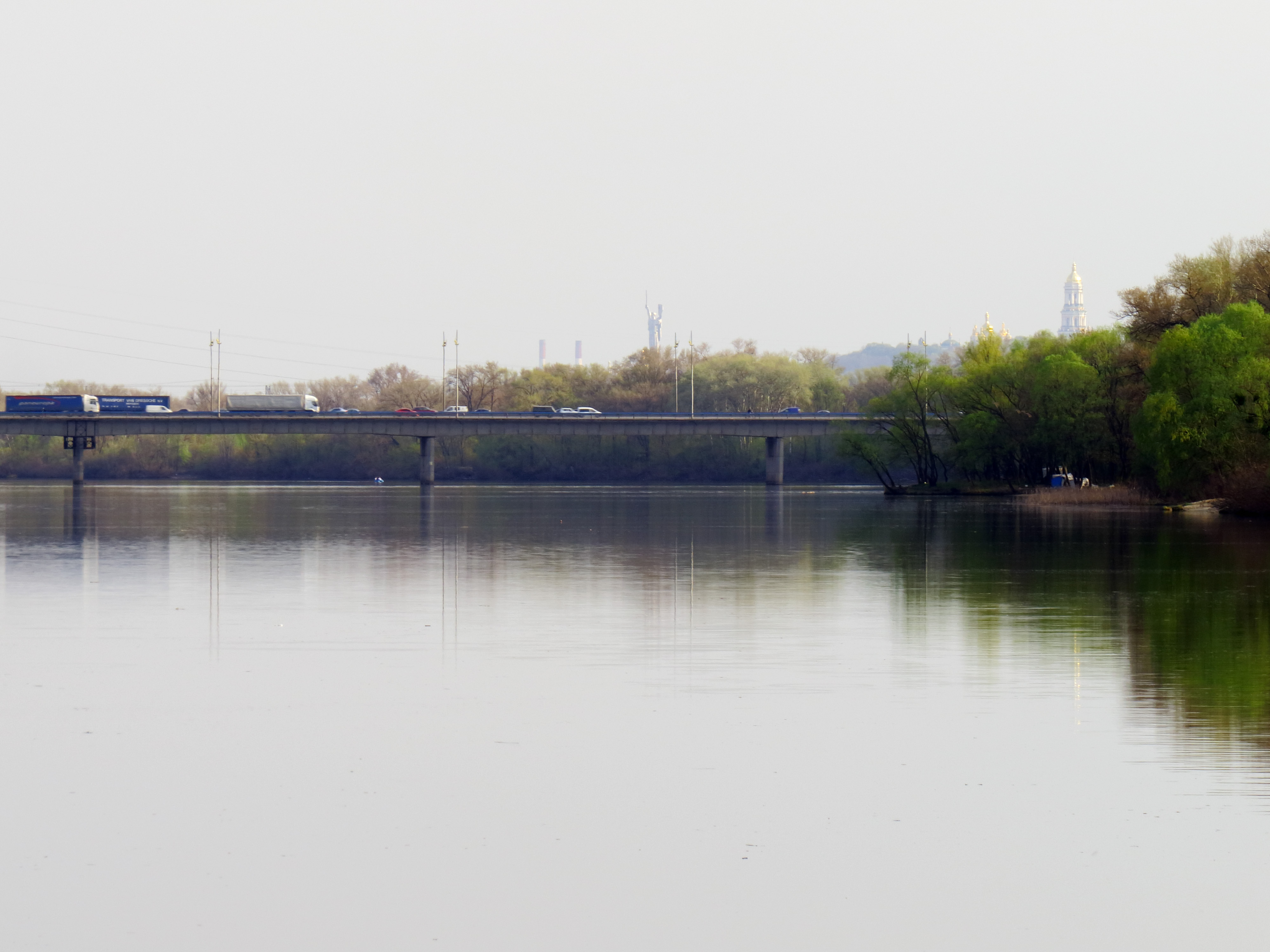
Північний міст
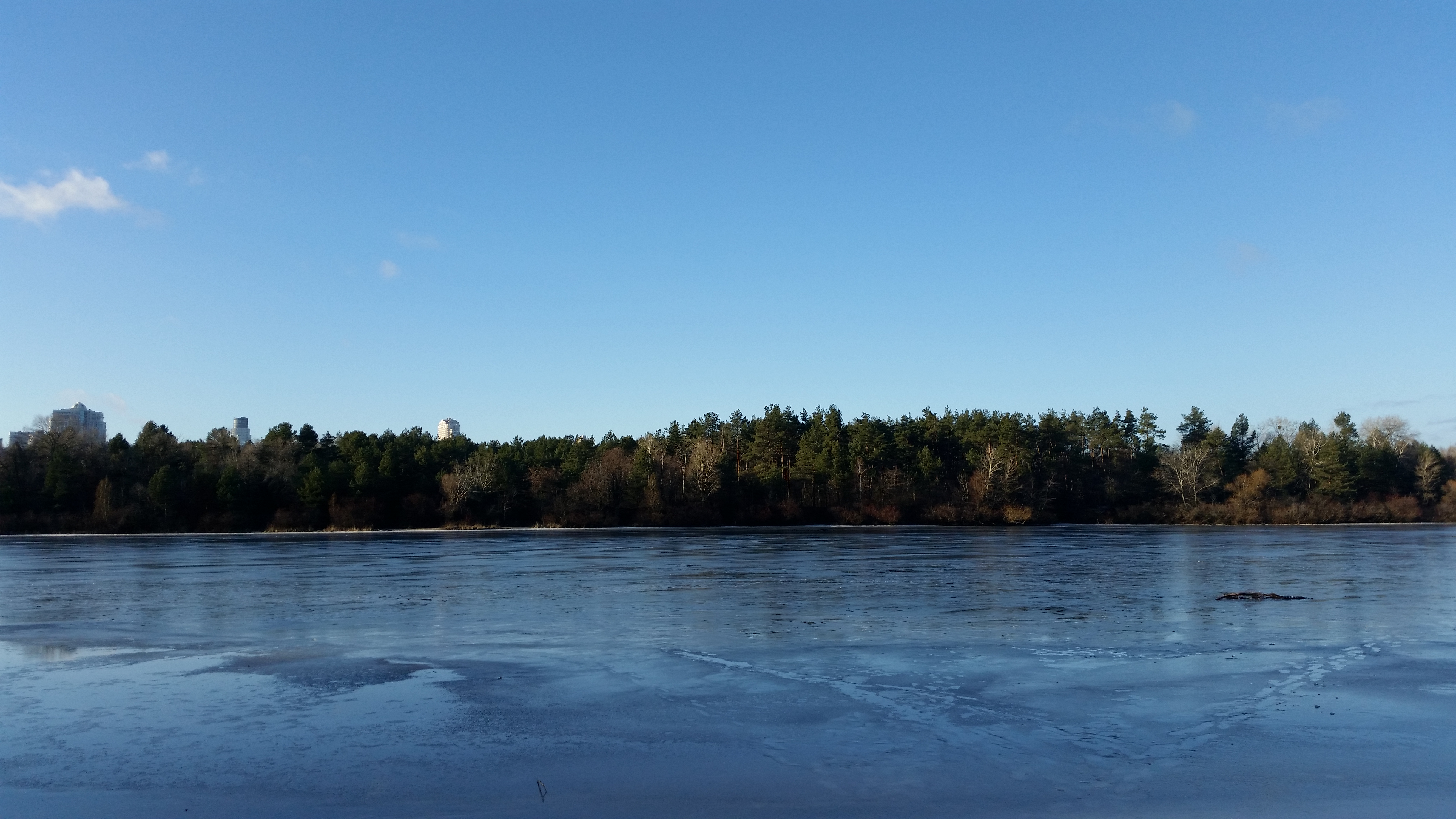
Вид на Труханів острів